# Chloë Herteleer
Chloë Herteleer (1976) is een Belgische muziekprogrammator en dramaturg. Ze werkte voor cultuurcampus de Singel van april 2003 tot eind maart 2023, waar ze oa. instond voor kamermuziek, zang- en pianorecitals en masterclasses.

## Biografie
Chloë Herteleer studeerde Kunstwetenschappen en Musicologie aan de Universiteiten van Gent, Leuven en Frankfurt am Main. In Gent behaalde ze haar master diploma met onderscheiding, met een eindverhandeling getiteld "Een geschiedenis van het gebruik van de saxofoon in de symfonische muziek: vanaf het ontstaan van het instrument tot en met het interbellum". Aan de KUL deed ze een postgraduaat Culturele Studies (2000-2001) en vervolgens studeerde ze Musikwissenschaft aan de Goethe Universität in Frankfurt (2001-2002).
Na haar afstuderen werkte ze voor het Festival van Vlaanderen in Brussel en Gent en voor de klassieke muziekradiozender Klara.
Op 14 april 2003 trad ze in dienst bij de Singel als muziekprogrammator. Ze hield zich bezig met kamermuziek, piano- en liedrecitals, familieconcerten, jazz- en fusionconcerten en introduceerde formats die focusten op educatie, zoals lecture recitals, lezingen, masterclasses, schoolvoorstellingen en colloquia. Daarnaast maakte ze ook introductiefilmpjes voor concerten. Als aankondiging voor het seizoen 2021-2022 werd Herteleer geciteerd in De Standaard, met de melding dat in het klassieke programma 'de klemtoon op vernieuwing ligt, zowel bij de uitvoerders (jongere dirigenten en solisten) als het repertoire': "Het is hoog tijd dat we de witte hegemonie doorbreken die de klassieke muziekwereld lang heeft gedomineerd."
Ze maakte verschillende voorstellingen met acteur Dimitri Leue en pianist Kiyotaka Izumi. Voor de schoolvoorstelling Eén Been, Eén Vleugel bedacht ze het concept en nam ze de muziekdramaturgie op zich. Dit stuk was een bewerking van het verhaal De Standvastige Tinnen Soldaat van Hans Christian Andersen, met muziek van Edvard Grieg. Het was te zien in de Singel en op het Klarafestival. In 2019 nam ze opnieuw de muziekdramaturgie op zich, voor een tweede schoolvoorstelling van het duo: Wolinoti. Het Houten Kind, waarbij muziek van Robert Schumann gebruikt werd. Deze voorstelling was oa. te zien in de Singel, in CC Hasselt en CC De Adelberg in Lommel. Er verscheen ook een boek naar aanleiding van deze voorstelling.
Herteleer is een veelgevraagd jurylid voor verschillende wedstrijden. In mei 2013 was ze jurylid bij de Dranoff Two Piano Competition in Miami. Sinds 2014 is ze jaarlijks jurylid van Cultuurmarkt Antwerpen. In 2020 zat ze in de vijfkoppige jury van de 'Sabam for Culture' wedstrijd die Bram Van Camp verkoos tot componist van het jaar. In 2022 was ze jurylid voor de "International Chamber Music Competition" van de Franz Schubert and Modern Music Academy in Graz en van de Jury of the 64th Busoni Competition van de Fondazione Busoni Mahler, in Bolzano.
Vanaf april 2023 werkt Herteleer voor de Kronberg Academy in Kronberg im Taunus, voor het Casals Forum aldaar, een concertzaal die gespecialiseerd is in kamermuziek.
In haar vrije tijd speelt ze piano. Ze volgde privélessen bij Luk Vaes in Gent, Jozef De Beenhouwer in Antwerpen en Irwin Gage in Zürich. Ze maakt ook deel uit van Scarabee Music Academy, een kamermuziekacademie voor gevorderde amateurspelers in Antwerpen. Daarnaast is ze bestuurder van Terra Nova Collective, het ensemble van Vlad Weverbergh.